# Charles Scibberas
Charles Scibberas (23 gennaio 1954) è un ex calciatore maltese.

## Carriera

### Nazionale
Ha collezionato undici presenze con la propria Nazionale.